# Jebichi Yator
Jebichi Yator (ur. 10 marca 1988) – kenijska lekkoatletka, specjalistka od długich dystansów.

## Osiągnięcia
- srebrny medal w drużynie juniorek podczas mistrzostw świata w biegach przełajowych (Bruksela 2004)
- złoto mistrzostw świata juniorów (bieg na 3000 m, Grosseto 2004)

## Rekordy życiowe
- bieg na 3000 m - 8:59,80 (2004)
- bieg na 5000 m - 15:25,61 (2009)